# Challenger de Pereira 2022
El Challenger de Pereira  2022 denominado por razones de patrocinio Dove Men+Care Pereira fue un torneo de tenis perteneció al ATP Challenger Tour 2022 en la categoría Challenger 80 y al Circuito Legión Sudamericana 2022. Se trató de la 1.ª edición luego de su suspensión en 2016, el torneo tuvo lugar en la ciudad de Pereira (Colombia), desde el 28 de marzo hasta el 4 de abril de 2022 sobre pista de tierra batida al aire libre.

## Jugadores participantes del cuadro de individuales
| Favorito | País                        | Jugador                 | Rank1 | Posición en el torneo |
| -------- | --------------------------- | ----------------------- | ----- | --------------------- |
| 1        | Bandera de Argentina        | Facundo Bagnis          | 104   | CAMPEÓN               |
| 2        | Bandera de Argentina        | Tomás Martín Etcheverry | 108   | Semifinales           |
| 3        | Bandera de Perú             | Juan Pablo Varillas     | 119   | Semifinales           |
| 4        | Bandera de Estados Unidos   | Stefan Kozlov           | 120   | Primera ronda         |
| 5        | Bandera de Argentina        | Facundo Mena            | 181   | FINAL                 |
| 6        | Bandera de los Países Bajos | Jesper de Jong          | 189   | Primera ronda         |
| 7        | Bandera de Argentina        | Thiago Agustín Tirante  | 197   | Cuartos de final      |
| 8        | Bandera de Argentina        | Nicolás Kicker          | 203   | Segunda ronda         |

- 1 Se ha tomado en cuenta el ranking del 21 de marzo de 2022.

### Otros participantes
Los siguientes jugadores recibieron una invitación (wild card), por lo tanto ingresan directamente al cuadro principal (WC):
- Nicolás Barrientos
- Mateo Gómez
- Alejandro González

Los siguientes jugadores ingresan al cuadro principal tras disputar el cuadro clasificatorio (Q):
- Elmar Ejupović
- Juan Sebastián Gómez
- Facundo Juárez
- Yshai Oliel
- Oleg Prihodko
- Roberto Quiroz

## Campeones

### Individual Masculino
- Facundo Bagnis derrotó en la final a  Facundo Mena, 6–3, 6–0

### Dobles Masculino
- Luis David Martínez /  Cristian Rodríguez derrotaron en la final a  Grigoriy Lomakin /  Oleg Prihodko, 7–6(2), 7–6(3)